# Dioctria valida
Dioctria valida är en tvåvingeart som beskrevs av Friedrich Hermann Loew 1856. Dioctria valida ingår i släktet Dioctria och familjen rovflugor. Inga underarter finns listade i Catalogue of Life.